# Entelecara turbinata
Entelecara turbinata är en spindelart som beskrevs av Simon 1918. Entelecara turbinata ingår i släktet Entelecara och familjen täckvävarspindlar.
Artens utbredningsområde är Frankrike. Inga underarter finns listade i Catalogue of Life.